# Moldau beim Eurovision Young Musicians
Übertragende Rundfunkanstalt

Erste Teilnahme
2014
Bisher letzte Teilnahme
2014
Anzahl der Teilnahmen
1
Höchste Platzierung
k. A.
Dieser Artikel befasst sich mit der Geschichte der Republik Moldau als Teilnehmer des Wettbewerbs Eurovision Young Musicians.

## Regelmäßigkeit der Teilnahme und Erfolg im Wettbewerb
Die Republik Moldau nahm bisher einmal am Eurovision Young Musicians teil. 2014 wurde die Pianistin Liwika Schtirbu-Sokolow zum Wettbewerb entsandt, wobei sie jedoch keine Platzierung unter den besten drei erreichen konnte.
2016 sagte der zuständige Sende Teleradio-Moldova (TRM) seine Teilnahme ohne eine Angabe von Gründen ab. Seitdem hat sich TRM nicht mehr bezüglich einer Teilnahme am Eurovision Young Musicians geäußert.

## Liste der Beiträge
Farblegende: – 1. Platz. – 2. Platz. – 3. Platz. – ausgeschieden im Halbfinale/in der Qualifikation. – keine Teilnahme/nicht qualifiziert.
| Jahr                     | Interpret                | Instrument               | Stücke | Platz Finale             | Platz Halbfinale         | Nationale Vorentscheidung |
| ------------------------ | ------------------------ | ------------------------ | --- | ------------------------ | ------------------------ | ------------------------- |
| 2014                     | Liwika Schtirbu-Sokolow  | Klavier                  | Prelude et Fugue No.2 A-moll Op.87 von Dmitri Dmitrijewitsch Schostakowitsch Novelette No.3 von Francis Poulenc Sonate No.1 von Rodion Konstantinowitsch Schtschedrin Piano concerto von Liwiu Schtirbu | k. A. / 14               | k. A. / 8                |                           |
| 2016 2018 2020 2022 2024 | Auf Teilnahme verzichtet | Auf Teilnahme verzichtet | Auf Teilnahme verzichtet | Auf Teilnahme verzichtet | Auf Teilnahme verzichtet | Auf Teilnahme verzichtet  |

## Impressionen

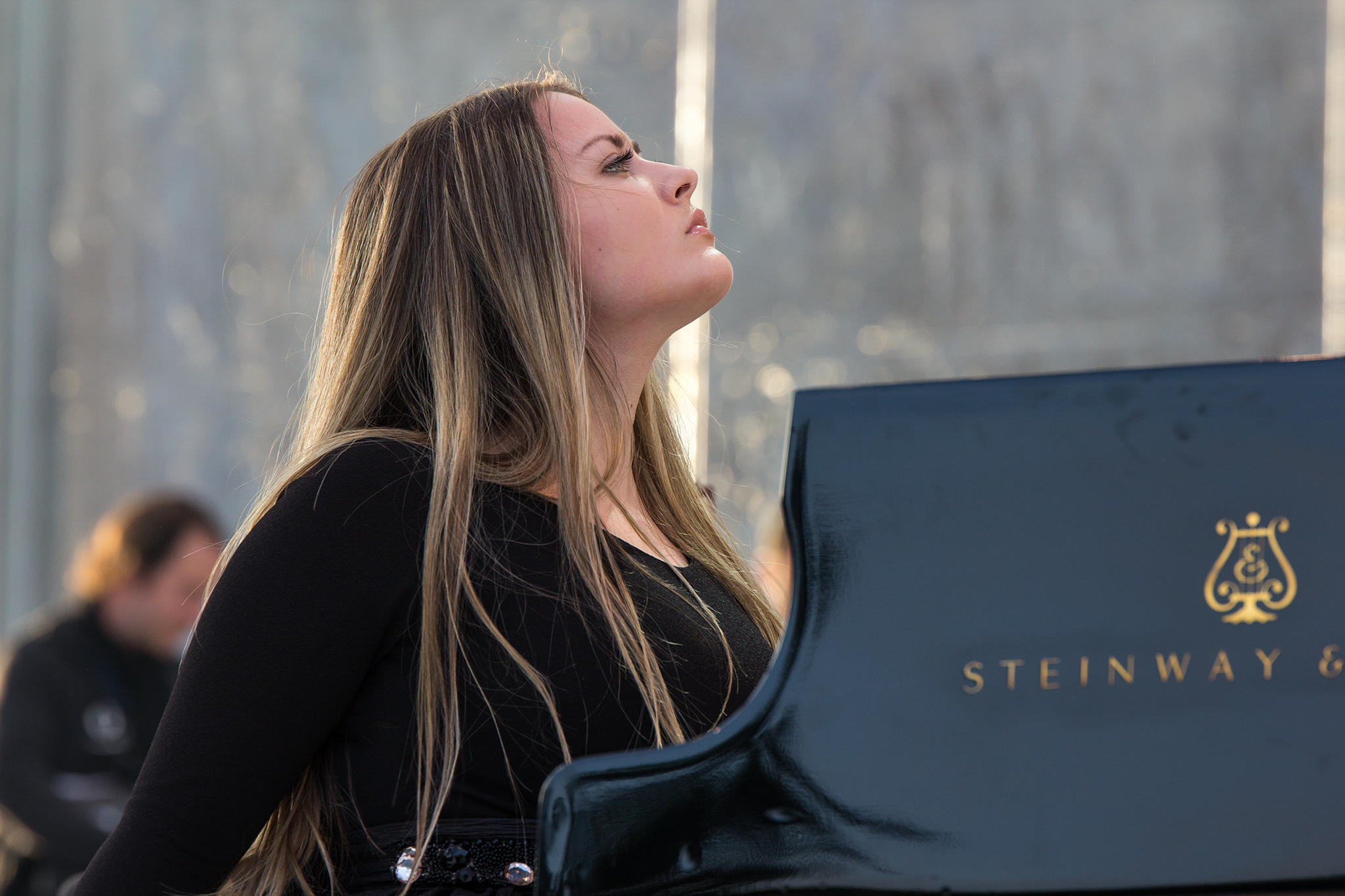
Liwika Schtirbu-Sokolow 2014